# Élection gouvernorale de 1970 en Géorgie
L’élection du gouverneur de la Géorgie de 1970 se déroula le 3 novembre 1970. Elle opposa l'ancien sénateur de l'État Jimmy Carter, candidat du Parti démocrate, au républicain Hal Suit. Après s'être imposé non sans peine à la primaire démocrate, Carter, qui n'était pas un politicien très connu, devança largement son adversaire au scrutin général. Cette élection doit sa notoriété au fait que Carter, représentant emblématique des New South Governors (« nouveaux gouverneurs du Sud »), remporta par la suite l'élection présidentielle de 1976, devenant ainsi le 39e président des États-Unis.

## Primaires démocrates
|  | Démocrate | Jimmy Carter        | 388,280 | 48.62 |
|  | Démocrate | Carl Sanders        | 301,659 | 37.77 |
|  | Démocrate | Chevene Bowers King | 70,424  | 8.82  |
|  | Démocrate | J. B. Stoner        | 17,663  | 2.21  |
|  | Démocrate | McKee Hargett       | 9,440   | 1.18  |
|  | Démocrate | Thomas J. Irwin     | 4,184   | 0.52  |
|  | Démocrate | Adam B. Matthews    | 3,332   | 0.42  |

Un second tour eut lieu le 23 septembre. En dépit de la popularité de Sanders et de son statut de favori, Carter l'emporta par presque 20 points d'écart.
|  | Démocrate | Jimmy Carter | 506,462 | 59.42 |
|  | Démocrate | Carl Sanders | 345,906 | 40.58 |

## Primaires républicaines
|  | Républicain | Hal Suit         | 62,868 | 60.97 |
|  | Républicain | James L. Bentley | 40,251 | 39.03 |

## Résultats
|  | Démocrate   | Jimmy Carter | 620,419 | 59.28 |
|  | Républicain | Hal Suit     | 424,983 | 40.60 |